# Епархия Долизи
Епархия Долизи (лат. Dioecesis Dolisiensis) — епархия Римско-Католической церкви c центром в городе Долизи, Республика Конго. Епархия Долизи распространяет свою юрисдикцию на территорию департамента Ниари. Епархия Долизи входит в митрополию Пуэнт-Нуара.

## История
24 мая 2013 года Римский папа Франциск учредил епархию Долизи, выделив её из епархии Нкайи.
30 мая 2020 года с образованием митрополии Пуэнт-Нуара епархия Долизи вошла в её состав.

## Ординарии епархии
Первым епископом Долизи назначен Bienvenu Manamika Bafouakouahou, генеральный викарий епархии Кинкалы.